# Hashem Shaabani
Hashem Sha’bani Amouri (persisch هاشم شعباني, auch Hashem Shaabani, Hashem Shabani oder Hashem Shabaninejad; * ca. 1981 in Ramschir, Iran; † 27. oder 29. Januar 2014) war ein iranischer Dichter. In seinem Beruf als Lehrer setzte er sich für die Verbreitung arabischer Sprache und Literatur ein. Seine Literatur schrieb er auf Persisch und Arabisch. 2014 wurde Hasem Shaabani wegen angeblicher religions- und staatsfeindlicher Tätigkeit hingerichtet.

## Leben
Shaabani lebte bis zu seiner Verhaftung in Ramschir (arabisch Khalafabad) in der iranischen Provinz Chuzestan zusammen mit seiner Frau und einem Sohn. Neben seiner Arbeit als Oberschullehrer schrieb Shaabani Gedichte in arabischer und persischer Sprache. Er gründete das Dialog-Institut zur Verbreitung arabischer Kultur und Literatur im Iran. Shaabani hatte einen Bachelor-Abschluss in arabischer Sprache und Pädagogik sowie einen Master-Abschluss in Politikwissenschaften der Ahvaz-Universität.
Im Februar 2011 wurde Shaabani zusammen mit vier weiteren Männern arabisch-ahvazischer Abstammung unter dem Vorwurf, gegen den Iran gerichtet arabische Kultur zu verbreiten, festgenommen. Die Inhaftierung geschah im Rahmen mehrerer Razzien gegen Mitglieder der dort lebenden arabischen Minderheit. Amnesty International warf der iranischen Regierung vor, dass die Verhaftung lediglich aufgrund kultureller, nicht aber politischer Aktivitäten vorgenommen worden seien.
Am 13. Dezember 2011 veröffentlichte der englischsprachige Regierungssender Press TV eine „Dokumentation“, in der Shaabani, Rashedi und ein weiterer ethnischer Araber vor laufender Kamera zugaben, Teil einer arabischen Terrorgruppe mit dem Namen „al-Muqawama asch-Schaʿbiya“ (dt. Volkswiderstand) zu sein. Diese Terrorgruppe war angeblich, von den USA und England unterstützt, für die Ermordung von vier iranischen Regierungsmitgliedern verantwortlich. Mehrere Menschenrechtsgruppen kritisierten die Fernseh-Geständnisse als durch Folter im Gefängnis durch das „Intelligenzministerium“ erzwungen. Die Angeklagten hätten die Geständnisse zudem später vor Gericht widerrufen. Als Indizien für Folter sahen sie den Beckenbruch von Rashedi und Vorwürfe Shaabanis an, sein Fuß sei in siedendes Wasser gehalten worden, um ihn zu einem Geständnis zu zwingen. Amnesty International sowie der deutsche wie der internationale Schriftstellerverband P.E.N. brachten die Geständnisse mit einer Verletzung internationaler Standards eines fairen Gerichtsprozesses in Zusammenhang.
In einem aus der Haft an seine Familie geschmuggelten Kassiber schrieb Shaabani, er könne die Verfolgung der Ahvazi-Minderheit nicht weiter hinnehmen, insbesondere „willkürliche“ Hinrichtungen:
„Ich habe versucht, das legitime Recht zu verteidigen, das jeder Mensch in der Welt innehat, das Recht auf freies Leben mit allen zivilen Rechten. Trotz all diesem Leid und dieser Tragödien habe ich niemals zur Waffe gegriffen, um gegen diese Grausamkeiten zu kämpfen, aber zur Feder.“
Am 7. Juli 2012 verurteilte ein „Revolutionsgericht“ Shaabani und die vier anderen Angeklagten zum Tode. Begründet wurde das Urteil mit Muhāraba (dt. „Feindschaft gegen Gott und seinen Propheten“), Mofsed fil-arz (dt. „Korruption auf Erden“) sowie angeblichen Aktivitäten gegen die nationale Sicherheit und Verbreitung von Propaganda gegen die Islamische Republik. Im Januar 2013 bestätigte das höchste iranische Gericht unter Sadegh Laridschani die Todesurteile. Der iranische Präsident Hassan Rohani unterschrieb sie.
Am 7. Dezember 2013 wurde Hashem Shaabani gemeinsam mit Hadi Rashedi ohne Benachrichtigung von Angehörigen und Rechtsanwälten vom Karoun-Gefängnis in Ahvaz an einen unbekannten Ort gebracht und vermutlich am 29. Januar 2014 (einige Quellen sprechen vom 27. Januar) durch den Strang hingerichtet.